# 何塞·阿尔瓦雷斯·德帕斯
何塞·阿尔瓦雷斯·德帕斯（西班牙語：José Álvarez de Paz，1935年11月19日—2021年2月16日），西班牙政治人物，曾任西班牙众议院议员、欧洲议会议员。

## 生平
1935年生于莱昂省诺塞达，从事律师工作。1979年至1987年，担任西班牙众议院议员，期间曾任社会政策与就业委员会第一副主席，司法和内务委员会发言人等职。1986年至1994年，担任欧洲议会议员。1994年至1996年，担任蓬特韦德拉省民事总督。曾任国立远程教育大学教师、《莱昂日报》专栏作家。2021年2月16日（一说17日）在蓬特韦德拉省拜奥纳逝世。